# Estádio Municipal José Rosquildes
Estádio Municipal José Rosquildes – stadion piłkarski w Coari, w stanie Amazonas, w Brazylii, na którym swoje mecze rozgrywa Grêmio Atlético Coariense.